# Folkspartei
Die Folkspartei (jiddisch ייִדישע פֿאָלקספּאַרטײַ Yidishe folkspartei) wurde nach den Pogromen von 1905 in Russland von Simon Dubnow und Israel Efrojkin gegründet, um die Interessen der jüdischen Minderheit zu vertreten. Sie propagierte eine „spirituelle Nationalität“, die in der die Diaspora zu entwickeln sei, eine Selbstverwaltung der jüdischen Gemeinden, und lehnte eine Assimilation ab. Die Mitglieder werden als Folkisten bezeichnet.
Die Partei war aus dem Jüdischen Autonomismus entstanden und existierte in Russland bis 1918, blieb aber formell betrachtet eher bedeutungslos. Jedoch verbreiteten sich auch durch sie autonomistische Forderungen in andere Parteien und politische Strömungen. Die Folkspartei nahm nach dem Ersten Weltkrieg an den Wahlen in Polen teil (polnisch Jidisze Fołks-Partaj in Pojln, jiddisch ייִדישע פֿאָלקספּאַרטײַ אין פוילן Jidische Folkspartei in Pojln, 1916 durch Noah Pryłucki und Samuel Hirszhorn gegründet) und war zeitweise im Sejm vertreten. Auch in Litauen (seit 1921 durch Oizer Finkelstein geführt) war die Partei im Seimas vertreten. Die Partei verlor in beiden Ländern jedoch rasch an Bedeutung und wurde letztlich durch den Holocaust vernichtet. Simon Dubnow und Noah Pryłucki wurden 1941 von den Deutschen als Juden ermordet.